# Adolphe-Marie Hardy
Pour les personnes ayant le même patronyme, voir Hardy (patronyme).
Adolphe-Marie Hardy, né le 23 juillet 1920 à Nantes (Loire-Inférieure) et mort le 9 août 2011 à Aubagne (Bouches-du-Rhône), est un évêque catholique français, évêque de Beauvais de 1985 à 1995.

## Biographie
Adolphe-Marie Hardy est le fils d'Adolphe Hardy et d'Yvonne Lemerle. Il est le grand-oncle du skipper Adrien Hardy. Après avoir suivi sa scolarité et ses études à Saint-Stanislas à Nantes, au séminaire Saint-Sulpice, à la Sorbonne et à l'Institut catholique de Paris, il est ordonné prêtre le 31 mars 1945 pour le diocèse de Nantes.
Il devient vicaire à Rouans (1945-1948) puis professeur et directeur spirituel à l'externat des enfants nantais (1948-1963), aumônier des étudiants et enseignants catholiques au Mali (1963-1968), secrétaire du comité épiscopal pour les missions à l'extérieur (1966-1972), chapelain de la basilique du Sacré-Cœur de Montmartre à Paris (1972), curé de la paroisse Saint-François-Xavier à Paris (1973-1985) puis vicaire épiscopal (1981-1985).
Nommé évêque de Beauvais le 13 avril 1985, il est consacré le 12 mai de la même année par le cardinal Jean-Marie Lustiger.
Au sein de la Conférence des évêques de France, il est membre de la commission enfance-jeunesse et de la commission famille. À ce titre il est chargé de l'accompagnement de la Fédération sportive et culturelle de France (FSCF) de 1986 à 1996.
Il prend sa retraite le 13 mai 1995 pour raison d'âge. Il meurt le 9 août 2011 à Aubagne et ses obsèques sont célébrées le 13 août 2011 dans la cathédrale de Nantes en présence de sa famille, de quelques prêtres et laïcs du diocèse de Beauvais et de Jacques Benoit-Gonnin, Guy Thomazeau, Jean-Paul James, Hubert Barbier, Lucien Fruchaud, Émile Marcus, Jean Orchampt et du prélat Patrick Chauvet, curé de la paroisse Saint-François-Xavier à Paris, représentant André Vingt-Trois.

## Ouvrages
- Adolphe-Marie Hardy, Dimensions personnelle et communautaire du sacrement de pénitence et de réconciliation, Paris, Association sacerdotale "Lumen gentium", 1977, 16 p. (BNF 34737375)[5]
- Adolphe-Marie Hardy, La grâce d'un synode diocésain, Paris, Éditions Beauchesne, 1991, 156 p. (ISBN 2-7010-1232-5, BNF 35465637)[6]
- Adolphe-Marie Hardy, Tonton Ernest : missionnaire du Sacré-Cœur d'Issoudun en Papousie, Nouvelle-Guinée, 9 juin 1870-15 mars 1937, Mouzillon, A.M.Hardy, 1995, 31 p. (ISBN 978-2550254126, BNF 36153662)[7]
- Adolphe-Marie Hardy, Le cep : témoignage d'un enracinement, Nantes, Siloë, 2003, 649 p. (ISBN 2-84231-280-5, BNF 39188973)[8]